# CRAZY884
CRAZY884（くれいじーはやし、1981年1月14日 - ）は、日本の元キックボクサー。当時クロスポイント吉祥寺→スクランブル渋谷→on the Rope→CRAZY GYM→バンゲリングベイ・スピリット所属。元J-NETWORKミドル級1位。

## 来歴
RISE Dead or Alive tournament03.04.07 第三位
元J-networkミドル級一位